# Pražské míry
Pražské míry, někdy také české míry, byl sjednocený metrologický systém na území Čech. Poprvé k sjednocení došlo výnosem Přemysla Otakara II. z roku 1268, sjednocování ale probíhalo i samovolně, například vyrovnáním měr a vah významných správních středisek země (Praha, Cheb, Olomouc, Brno).
I přes sjednocování platily stále, především na Chebsku, ještě do 18. století odlišné míry i váhy. Situace v Čechách tak byla horší, než na Moravě, kde od roku 1600 platil olomoucký měrný systém. Kromě pražského a olomouckého metrologického systému byl využíván také systém vídeňský.

## Historie sjednocování měr v Čechách
První snahy o sjednocení metrologického systému jednotlivých měst skončily většinou neúspěchem. Prvním významným sjednocovacím počinem bylo ustavení pražského lokte Přemyslem Otakarem II. roku 1268, kdy se tato míra stala závaznou pro celé Čechy.
Reformu Přemysla Otakara II. zpracoval český kronikář Václav Hájek z Libočan, autor soupisu měr a vah z roku 1541, který primárně popisoval stav v Čechách na přelomu 15. a 16. století. Rozšířenost tohoto seznamu dokládají i další seznamy z pozdějších dob, které se na Hájkovo dílo odkazují. Roku 1549 došlo k pokusu zákonem sjednotit míry po celé zemi, ale pokus skončil neúspěchem (zrušeno 1554), neboť zavedení reformy bylo nad síly státní správy. Stejně dopadly i pokusy z počátku 17. století.
V sjednocování metrologických systémů hrál významnou roli zemský měřič Šimon Podolský z Podolí, který roku 1617 sepsal knihu s názvem Knížka o měrách zemských. Ta se měla stát zákonným ustanovením, již roku 1615 bylo totiž zemským sněmem schváleno ustanovení o zavedení jednotné míry pražské. V důsledku dalších dějinných událostí ale kniha vyšla až roku 1683 a to pouze jako příručka, nikoli nařízení.
Roku 1627 bylo shledáno nutným znovu sjednotit míry a váhy a proto bylo obnoveno nařízení z roku 1549. To potvrdil o rok později o císař Ferdinand II. Štýrský patentem. Po skončení třicetileté války bylo roku 1649 krajským úřadům rozesláno několik příkazů, proti nimž s však zvedl odpor na Loketsku a také v horních městech, která se odvolávala na sva práva. I přes pozdější snahy nebylo provedeno celostátní sjednocení metrologických systémů, ale např. císař Karel VI. sjednotil velikost pivních sudů.